# Magdalena Jeziorowska
Magdalena Jeziorowska (Katowice, 22 de julio de 1970) es una deportista polaca que compitió en esgrima, especialista en la modalidad de espada. Ganó una medalla de bronce en el Campeonato Mundial de Esgrima de 1994 y dos medallas en el Campeonato Europeo de Esgrima, oro en 1996 y bronce en 1998.

## Palmarés internacional
| Campeonato Mundial | Campeonato Mundial | Campeonato Mundial | Campeonato Mundial |
| Año                | Lugar              | Medalla            | Prueba             |
| ------------------ | ------------------ | ------------------ | ------------------ |
| 1994               | Atenas (Grecia)    | Medalla de bronce  | Espada por equipos |
| Campeonato Europeo |                    |                    |                    |
| Año                | Lugar              | Medalla            | Prueba             |
| 1996               | Limoges (Francia)  | Medalla de oro     | Espada individual  |
| 1998               | Plovdiv (Bulgaria) | Medalla de bronce  | Espada por equipos |